# Вишневський Омелян Іванович
Вишневський Омелян Іванович (17 травня 1931, Ясеновець, Івано-Франківщина - помер 20 січня 2019, Дрогобич, Львівська область) -український вчений ,автор численних праць з методики викладання іноземних мов та педагогіки, академік АН ВО України, професор, член Всеукраїнського педагогічного товариства ім. Григорія Ващенка.

## Життєпис
Навчався в Ясеновецькій початковій школі, Рожнятівській середній школі, Стрийській гімназії, та Чернівецькому університеті. У шкільні роки був причетний до діяльності ОУН («Юнаки»), підтримував зв’язок з українським підпіллям і повстанцями. З ідеологічних причин у 1955 р. виключений з аспірантури, після чого понад 20 років працював учителем іноземних мов (с. Джурів, смт. Гвіздець Коломийського району). Після неодноразових звернень до Міністерства освіти УРСР, був зарахований до річної аспірантури при кафедрі методики Київського інституту іноземних мов для підготовки і захисту кандидатської дисертації (1976 р.). Темою дослідження обрано «Підстановчі вправи для попередження граматичної інтерференції».Згодом, після захисту дисертації отримує посаду старшого викладача педагогічного інститут в Івано-Франківську, а відтак доцента у Дрогобицькому державному педагогічному університеті імені Івана Франка.      
З 1990 до 2006 року – завідувач кафедри педагогіки, автор понад 160 публікацій (книг і науково-педагогічних статей), присвячених методам навчання іноземних мов, проблемам реформування освіти та розробленій ним Концепції сучасного української педагогіки.  Опублікував чимало наукових статей, розвиваючи ідеї діяльнісного підходу побудови навчального процесу, дитиноцентризму, суб’єктності учнів, проблемно-задачної структури уроку. Це ,зокрема, такі праці: “Діяльність учнів на уроці іноземної мови” (1989), “На шляху до рідної школи” (1991), “Національно-духовне відродження в українській школі” (1992), “Сучасне українське виховання” (1996), “Теоретичні основи сучасної української педагогіки” (2003, 2006, 2009), “На шляху реформ”(2005), “Українська освіта на шляху реформ (2009), “Виховний ідеал і національний характер (витоки, деформації і сучасні виклики )” (2010), а також значна кількість публікацій у періодиці “Рідна школа”, “Педагогічна думка” та ін.
Професор  О. Вишневський- один з ініціаторів відродження педагогічних товариств «Просвіта», «Рідна школа» та товариства імені Григорія Ващенка. Нагороджений знаком “Відмінник народної освіти” (1961) та громадськими відзнаками: знаком “Учасник національно-визвольної боротьби”, медаллю Григорія Ващенка, медаллю Академії ВО України “За успіхи у науково-педагогічній діяльності” та  званням почесного громадянина м. Дрогобич.
Відомий український науковець-філолог і громадський діяч професор Анатолій Погрібний сказав про Омеляна Вишневського: «… він читає лекції у Дрогобицькому педагогічному університеті, але чує його вся Україна. Учений, який творить не тільки для потреб тієї України, якою вона є нині, але певно, ще більше – для тієї повносилої, повноцінної, національно зорієнтованої європейської держави, якою вона неодмінно буде».

## Основні праці
1.Омелян Вишневський. Теоретичні основи сучасної української педагогіки / О.І. Вишневський. – Видання третє, доопрацьоване: доповнене. – К.: «Знання». – 2008. – 568 с.
2.Омелян Вишневський . Український виховний ідеал і національний характер (витоки, деформації і сучасні виклики). Вступ до системного дослідження. Дрогобич 2010.-159с.
3. Омелян Вишневський. Методика навчання іноземних мов : навч. посіб. / О. І. Вишневський. – 2-ге вид., перероб. і доп. – К. : Знання, 2011. – 206 с. (Рекомендовано Міністерством освіти і науки,молоді та спорту України як навчальний посібник для студентів вищих навчальних закладів).
4. Омелян Вишневський. Причинки до концепції реформ сучасної української освіти. Дрогобич, 2013.-55 с.
5. Омелян Вишневський . Педагогічні погляди Івана Франка на тлі реформ сучасної української освіти. Дрогобич 2016р. -43 с.